# Edvard Grieg

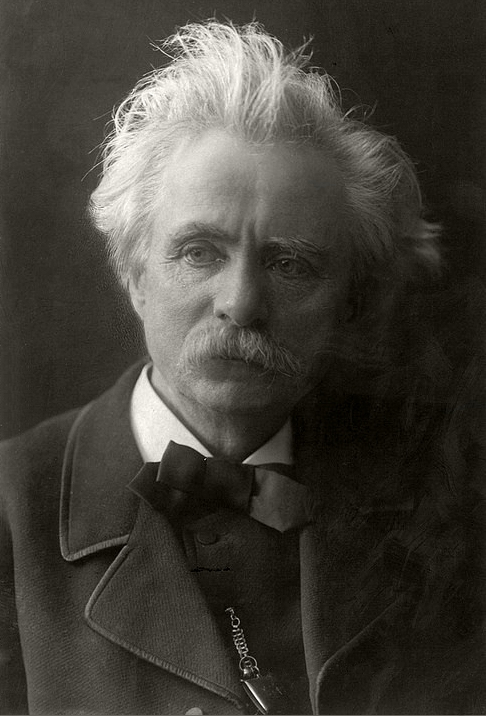
Edvard Grieg, um 1900

Edvard Hagerup Grieg [ˈɛdʋɑɖ ˈhɑːgəɾʉp ˈgɾɪg] (* 15. Juni 1843 in Bergen, Norwegen; † 4. September 1907 ebenda) war ein norwegischer Pianist und Komponist der Romantik, der deutlich von der Volksmusik seiner Heimat beeinflusst war. Bekannt wurde er vor allem durch die von ihm komponierten Peer-Gynt-Suiten.

## Leben

### Familie

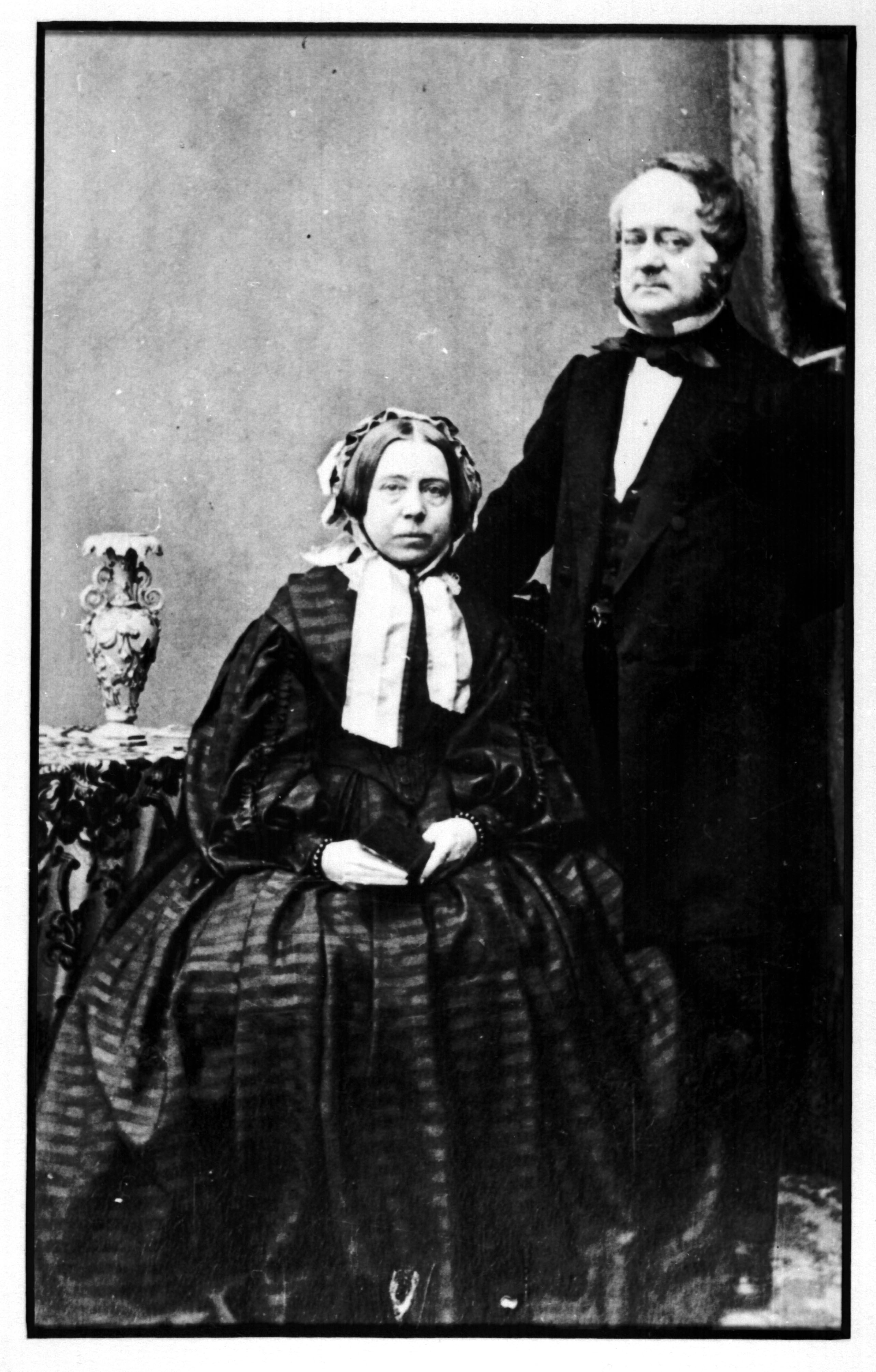
Edvard Griegs Eltern, Gesine und Alexander Grieg

Edvard Grieg, in deutschen Texten auch Edward Grieg oder Eduard Grieg, wurde im Jahre 1843 als viertes von fünf Kindern im westnorwegischen Bergen geboren. Sein Vater Alexander Grieg war ein wohlhabender Kaufmann und britischer Konsul in Bergen. Er führte den von seinem aus Schottland eingewanderten Großvater 1779 gegründeten Fischhandel fort.
Seine Mutter Gesine Grieg (geborene Hagerup) wurde als junges Mädchen von ihren Eltern zur Ausbildung zum Komponisten Albert Methfessel in das damals zum Dänischen Gesamtstaat gehörende holsteinische Altona geschickt. Sie trat in Bergen mit Erfolg als Konzertpianistin und Dichterin auf und zählte zu den angesehensten Klavierlehrerinnen der Stadt. Sie veranstaltete in ihrem Haus allwöchentliche Musizierkreise, bei denen neben Instrumentalwerken auch Teile aus Opern aufgeführt wurden. In seiner 1903 erschienenen, in ihrer Aussagekraft allerdings umstrittenen autobiographischen Skizze Mein erster Erfolg misst Edvard Grieg den Eindrücken, die er in dem lebhaften Handels- und Kulturzentrum sammelte, eine entscheidende Bedeutung für seine musikalische Inspiration zu:

„So vermochte ich, wenn es mir als kleinem Jungen erlaubt war, zu einem Begräbnis zu gehen oder einer Auktion beizuwohnen, ganz genau zu berichten, welchen Eindruck der Vorgang auf mich gemacht hatte. Wenn man mir untersagt hätte, diesen kindlichen Instinkten nachzugehen, wer weiß, ob meine Phantasie nicht unterdrückt und in eine andere Richtung getrieben worden wäre, die meiner wahren Natur fremd war.“

### Schulzeit
Ab dem sechsten Lebensjahr erhielt er von der Mutter regelmäßig Klavierunterricht. Mit neun Jahren begann er erste eigene Kompositionen zu entwerfen. Aus seiner Jugendzeit sind viele Klavierstücke erhalten, die später teilweise in der Gesamtausgabe veröffentlicht worden sind.
Seine Schulzeit verlief eher ungünstig. Nach der Grundschule absolvierte er die Tanksche Schule, eine an neuen Sprachen, Mathematik und Naturwissenschaften ausgerichtete Realschule, welche dem künstlerisch-musikalisch veranlagten Edvard weniger entgegenkam. Seinem Interesse an Musik und Komposition begegneten die Lehrer teilweise mit Spott und Zynismus. Grieg im Jahre 1903 zu seiner Schulzeit: „Seine Rauheit, seine Kälte, sein Materialismus – alles das war für meine Natur so abschreckend.“

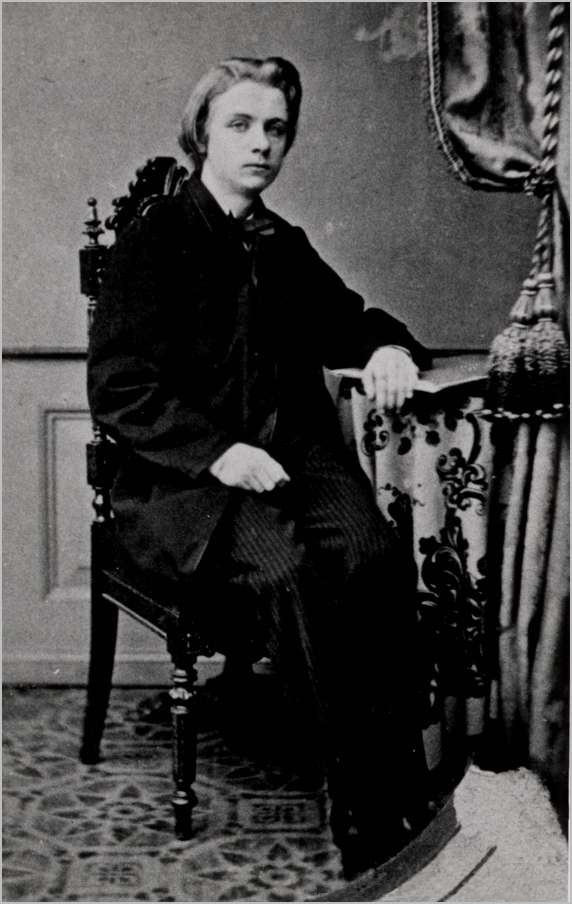
Der junge Grieg
(Fotografie 1858)

Aufgrund dessen musste er die dritte Klasse wiederholen. Es ist behauptet worden, dass die negativen Erlebnisse Griegs während seiner Schulzeit auf seinen Umgang mit den Lehrern am Konservatorium weiterwirkte. Dieser Meinung stehen Untersuchungen entgegen, die den Lehrern wohlwollende Anerkennung ihres begabten Schülers bescheinigen.

### Studium in Leipzig
Der Besuch und die positive Beurteilung der musikalischen Anlagen des Jungen durch Ole Bull, den bekannten Geiger und Vorkämpfer einer eigenen norwegischen Musik und Kultur, im Jahr 1858 führten schließlich zu Griegs Studium am Leipziger Konservatorium.
Dort studierte der mit 15 Jahren nach Leipzig geschickte Grieg von 1858 bis 1862 bei Carl Reinecke, Louis Plaidy, Ernst Ferdinand Wenzel und Ignaz Moscheles Musik. Seine Studienzeit in Leipzig beschrieb Grieg später recht kritisch. Er habe in dem nicht inspirierenden und konservativen Unterricht kaum etwas gelernt und auch seine Mängel in der Klaviertechnik seien teils auf die am Konservatorium üblichen Unterrichtsmethoden zurückzuführen. Bei seinem ersten Klavierlehrer, Louis Plaidy, habe er nur stumpfsinnig Etüden und andere Stücke von Czerny, Kuhlau und Clementi üben müssen. Mit Werken modernerer Komponisten sei er nicht vertraut gemacht worden. Dem späteren Unterricht beim von ihm hochgeschätzten Ernst Ferdinand Wenzel konnte Grieg mehr abgewinnen. Auch der Harmonieunterricht war Grieg zu konservativ. Seine Lehrer kritisierten u. a. den schon damals in Griegs Kompositionen anzutreffenden starken Hang zu chromatischer Gestaltung. Ein 1861 von Grieg für seinen Lehrer Carl Reinecke komponiertes Streichquartett wurde aus dem Programm eines öffentlichen Konzerts genommen, weil es der einflussreiche Violinist Ferdinand David als zu futuristisch ansah.
1862 kehrte er mit einer Zwischenstation im schwedischen Karlshamn, wo er sein Debüt als Pianist gab, nach Bergen zurück, wo er sein Klavierspiel selbst weiterentwickelte.

### Stationen in Europa
1863 siedelte er nach Kopenhagen. Entscheidende musikalische Impulse gab ihm dort die Begegnung mit dem früh verstorbenen Rikard Nordraak. 1864 gründete er mit Nordraak, E. C. Horneman und J. G. Matthison-Hansen in Kopenhagen die Konzertgesellschaft Euterpe zur Pflege neuer skandinavischer Musik.
Im Jahr 1866 zog er, zurückgekehrt nach Norwegen, nach Christiania (heute Oslo) und 1867 heiratete er in Kopenhagen seine Cousine Nina Hagerup. Im Jahr 1868 wurde die einzige Tochter Alexandra geboren, die schon im Alter von 13 Monaten starb. Franz Liszt beeindruckten Griegs Violin-Sonaten. Ein Stipendium aus einem Legat der Stadt Christiania, wo Grieg bei der Organisation der norwegischen Musikakademie half, ermöglichte dem jungen Künstler 1869/70 eine Reise nach Rom, wo dieser bei Liszt Audienz erhielt. Auf dieser Reise begleitete ihn sein Freund August Winding.
Ab 1874 lebte er mit Staatssold als freischaffender Komponist teils in Bergen, teils in Oslo, teils in Lofthus (wo er 1877 in ein abgelegenes Studio zog) am Sørfjord, einem Ausläufer des Hardangerfjords. Im selben Jahr, 1874, bat ihn Henrik Ibsen, die Schauspielmusik für seinen Peer Gynt zu schreiben, woraus dann zwei Jahre später die weltberühmte Peer-Gynt-Suite entstehen sollte.
Im Herbst 1875 starben kurz hintereinander Griegs Eltern – ein starker Schicksalsschlag, den er kompositorisch in der Ballade g-Moll op. 24 für Klavier verarbeitete.
Als Pianist und Dirigent unternahm er zahlreiche Konzertreisen in Europa: im Heimatland, in Schweden, Dänemark, Deutschland, England, Frankreich, den Niederlanden, Italien, Österreich, Polen, Tschechien und Belgien. Meistens reiste er zusammen mit seiner Frau, die Sopranistin war und auch das Klavierspiel beherrschte. Sie traten auch gemeinsam auf, wobei seine Frau als Sängerin von ihm am Klavier begleitet wurde und sie gelegentlich Klavierwerke zu vier Händen vortrugen. Von 1880 bis 1882 war Grieg Dirigent des Orchesters der Musikgesellschaft „Harmonie“ in Bergen.
Während eines Besuches in England im Jahre 1888 lernte Grieg den reformatorisch-antitrinitarischen Unitarismus kennen und bekannte sich seitdem selbst als Unitarier.

### Troldhaugen

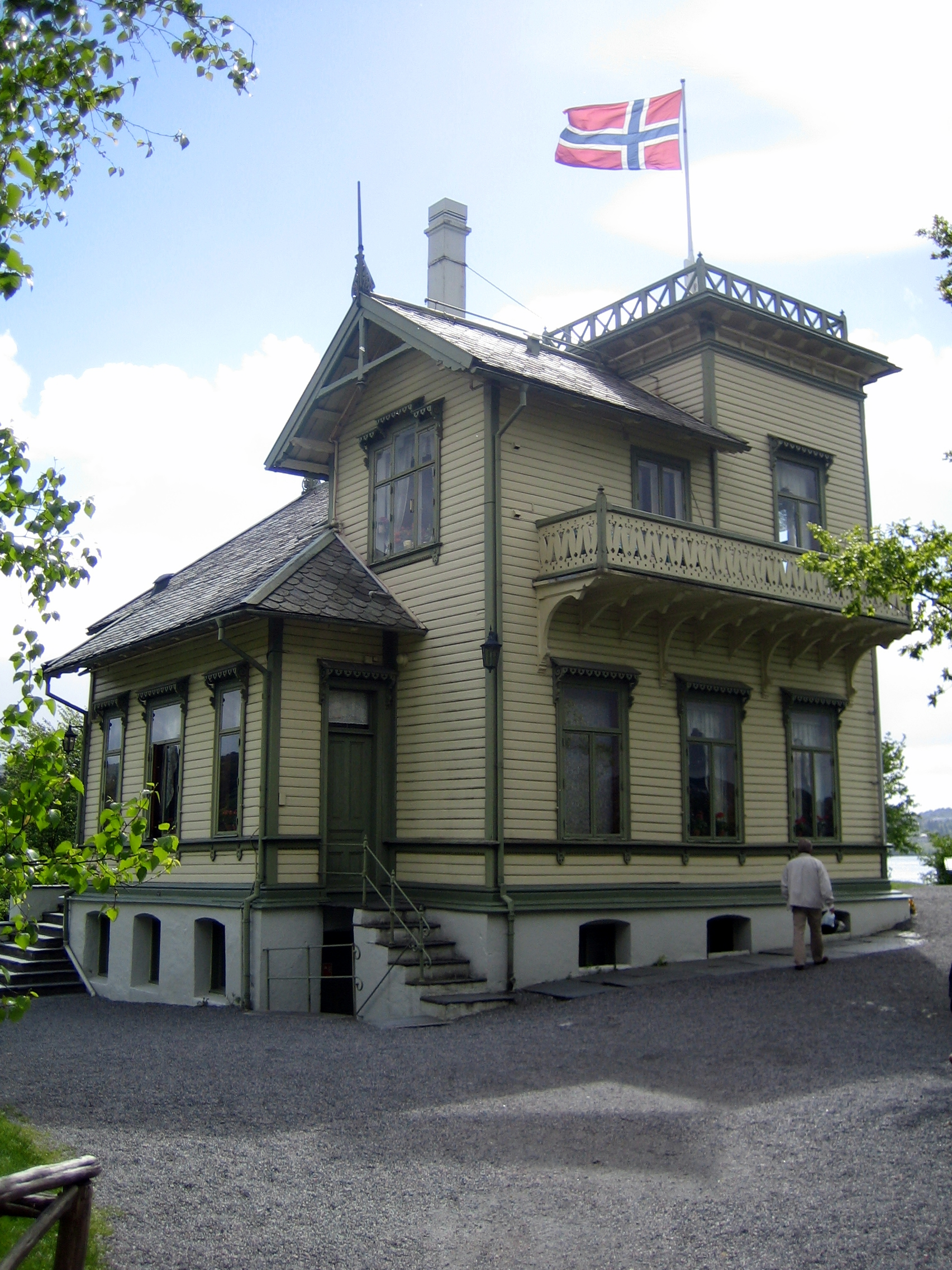
Griegs Wohnhaus Troldhaugen

1885 bezog Grieg das Haus „Troldhaugen“ im Weiler Hop südlich von Bergen. Heute befindet sich dort das Grieg-Museum.
Im Rahmen der Dreyfus-Affäre lehnte Grieg 1899 in einer öffentlichen Erklärung die Einladung von Édouard Colonne zur Leitung eines eigenen Konzerts mit der Begründung ab, er könne wegen der Affäre und der damit praktizierten Verachtung von Gesetz und Rechtsprechung nicht nach Frankreich reisen:

„Indem ich Ihnen für Ihre gütige Einladung bestens danke, bedauere ich, dass ich mich nach dem Ausgang des Dreyfus-Prozesses jetzt nicht entschließen kann, nach Frankreich zu kommen. Wie alle Nicht-Franzosen bin ich empört über die Ungerechtigkeit in Ihrem Lande und daher nicht imstande, in irgendwelche Beziehungen zu dem französischen Publikum zu treten. Verzeihen Sie mir, dass ich so fühle, und versuchen Sie, meine Gefühle zu verstehen.“

Darauf erhielt er teilweise antisemitisch gefärbte Schmäh- und Drohbriefe. Noch vor dem Freispruch von Dreyfus nahm er 1903 die neuerliche Einladung Colonnes an. Beim Konzert im Pariser Théâtre du Châtelet musste Grieg ein Pfeifkonzert des französischen Publikums über sich ergehen lassen. Im Sommer 1906 schrieb ihm dann sein Kollege, der norwegische Komponist Johan Halvorsen, anlässlich der Veröffentlichung der Bauerntänze (Slåtter) op. 72 von der neu entdeckten Begeisterung der Franzosen für „le nouveau Grieg“.
Edvard Grieg starb am 4. September 1907 in Bergen an einem Lungenemphysem.

### Berühmte Weggenossen

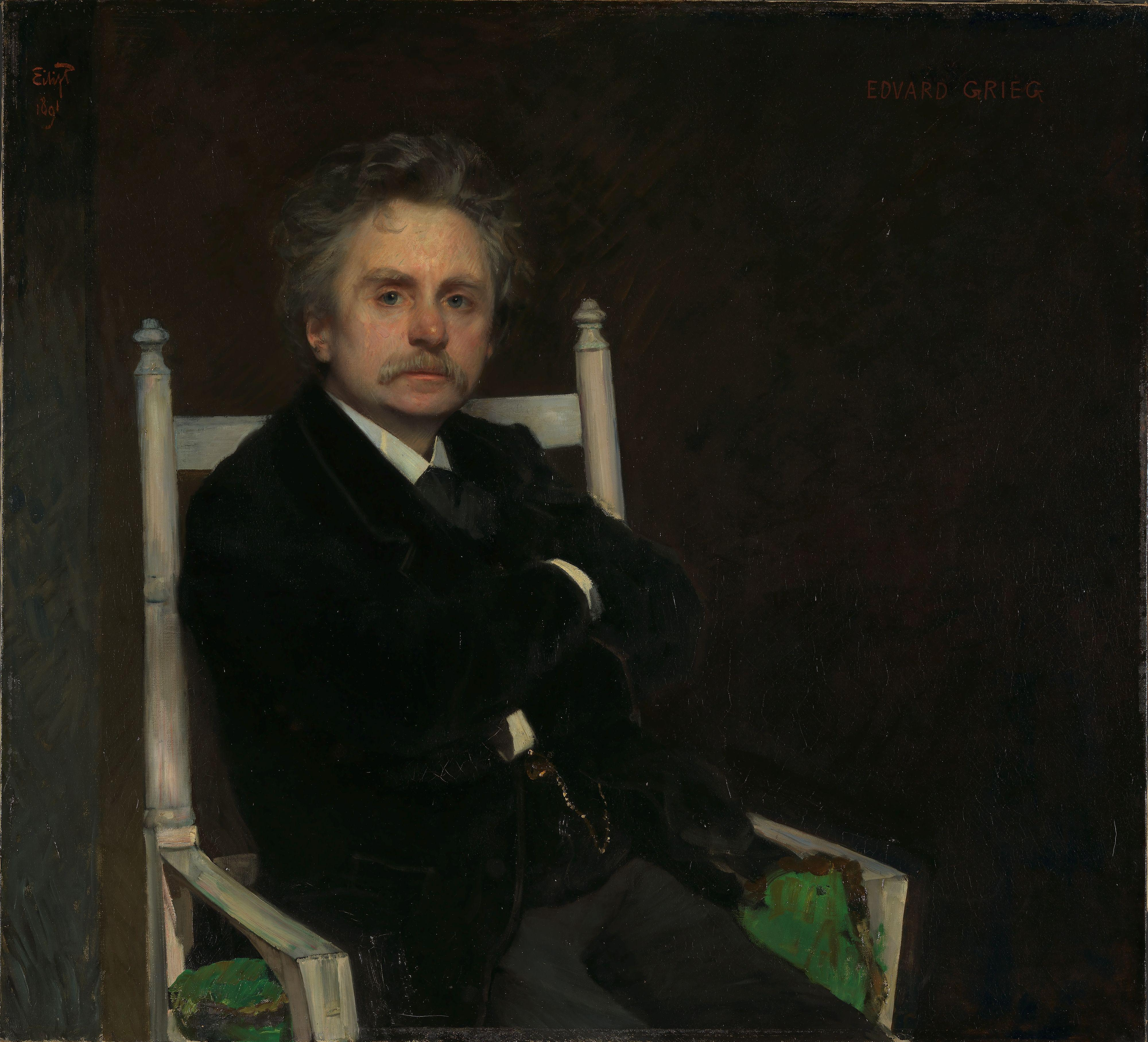
Porträt, gemalt von Eilif Peterssen (1891)

Edvard Grieg und seine Frau Nina waren mit Peter Tschaikowski befreundet, dem in der westlichen Welt berühmtesten russischen Komponisten seiner Zeit. Obwohl sich dessen Stil nicht ohne weiteres mit dem von Grieg vergleichen ließ, empfanden Rezensenten eine Art „musikalischer Seelenverwandtschaft“ zwischen beiden. In Frankreich wurde deshalb von einer russischen und norwegischen Dominanz in der klassischen Musik des ausgehenden 19. Jahrhunderts gesprochen.
Auf seinen vielen Reisen in Europa traf Grieg unter anderem Johannes Brahms, Max Bruch, Clara Schumann und Franz Liszt. Obwohl Brahms und Tschaikowski die Musik des jeweils anderen nicht sonderlich schätzten, konnte Grieg zu beiden ein aufrichtiges Verhältnis aufbauen und pflegen.
Gegen Ende seines Lebens setzte sich Grieg vermehrt mit zeitgenössischer Musik auseinander. Er pries die Lieder Hugo Wolfs, studierte die 5. Sinfonie von Gustav Mahler und kommentierte die Werke von Max Reger, Richard Strauss und Carl Nielsen.
Geradezu verehrt wurde Grieg von dem deutschstämmigen englischen Komponisten Frederick Delius, der besonders zu Beginn seiner Komponistenkarriere immer wieder den Rat seines norwegischen Seniorkollegen suchte.

## Werk und Rezeption

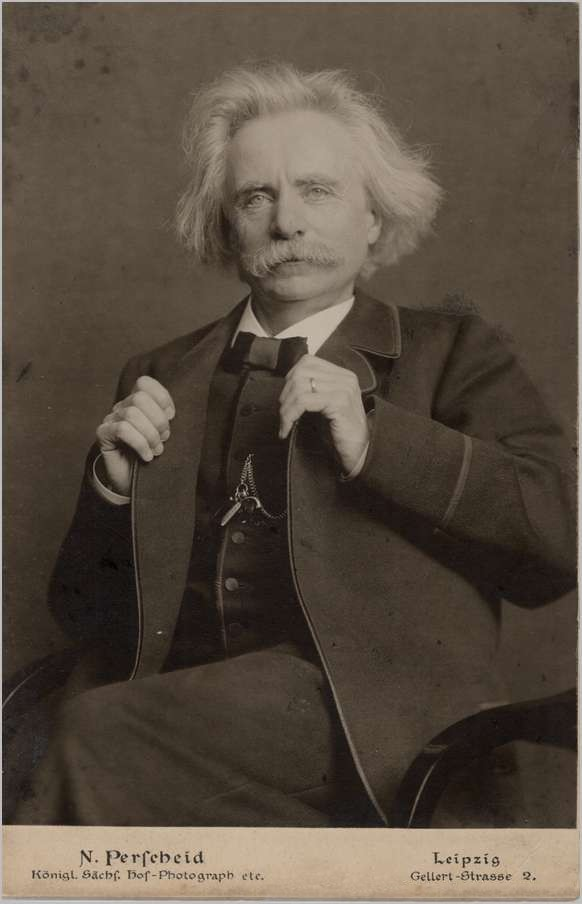
Edvard Grieg 1905 auf einer Fotografie von Nicola Perscheid

Ähnlich wie das Mächtige Häuflein in Russland mit Mussorgski an der Spitze verschmolz Grieg Elemente der Volksmusik seiner Heimat – wie leere Quinten, scharf betonte Tanzrhythmen, das Schwanken zwischen modalen und Dur-Molltonarten – mit satztechnischen Errungenschaften der Spätromantik. Seine Harmonik kündigt zum Teil bereits den Impressionismus an und ist in einigen Kompositionen wie etwa Klokkeklang (Glockenklang, aus dem Zyklus der Lyrischen Stücke op. 54) von einzigartiger Radikalität.
Grieg gilt vor allem im Ausland als der norwegische Komponist schlechthin.
Griegs größte Bedeutung liegt in der Klavier- und Kammermusik; seine Lyrischen Stücke waren und sind in der Hausmusik weit verbreitet. Von seinen Orchesterwerken erfreuen sich die beiden Peer-Gynt-Suiten, die Suite Aus Holbergs Zeit und das Klavierkonzert a-Moll bis heute großer Beliebtheit.
Als herausragend gilt sein Streichquartett in g-Moll op. 27, welches in der Enzyklopädie Die Musik in Geschichte und Gegenwart als eine der bemerkenswertesten Kompositionen der Kammermusik im 19. Jahrhundert gewertet wird.
Daneben schrieb Grieg auch wertvolle, jedoch unbekanntere Chor- und Lied-Literatur. Als Höhepunkt der Letzteren gilt gemeinhin sein Zyklus „Haugtussa“ nach Arne Garborg, der die Jugendzeit und erste Liebe eines Mädchens thematisiert, das über das „zweite Gesicht“ verfügt und mit der Geisterwelt der Berge in Verbindung steht.
Der dänische Komponist Niels Wilhelm Gade war Anreger einiger früher Werke Griegs. So entstand Griegs erste Sinfonie auf Anregung Gades, als die beiden in Kopenhagen zusammentrafen. Grieg war aber nie, wie oft kolportiert, Gades Schüler.
Der Einfluss Griegs in den Werken der nachfolgenden Komponistengeneration zeigt sich auf vielfältige Weise. Schon zu seinen Lebzeiten verrieten einzelne Kompositionen des Schweden Emil Sjögren und des Ungarn Árpád Doppler Griegs Popularität, die auch seinem Verleger Max Abraham auffiel. Die frühe Klaviermusik von Dohnányi Ernő (in eingedeutschter Schreibweise Ernst von Dohnányi), den Grieg als Interpreten auch seiner eigenen Werke schätzte, weist neben vielen für Brahms typischen Zügen auch Merkmale der Musik von Grieg auf. Ganz deutlich wird Griegs Nachwirkung in den Streichquartetten von Claude Debussy und Carl Nielsen, deren eines Grieg gewidmet ist. Selbst sein vormaliger Kontrahent Niels Wilhelm Gade gab seinem letzten Streichquartett eine kleine Reminiszenz an den norwegischen Kollegen bei. Unter den vielen anderen, die sich in ihrer Kompositionstätigkeit ausdrücklich oder in der Musik verschlüsselt auf Grieg beriefen, findet man neben Frederick Delius auch Maurice Ravel, Sergej Rachmaninow, Dmitrij Schostakowitsch, Sigfrid Karg-Elert, Nicolai Medtner und Béla Bartók.

## Ehrungen

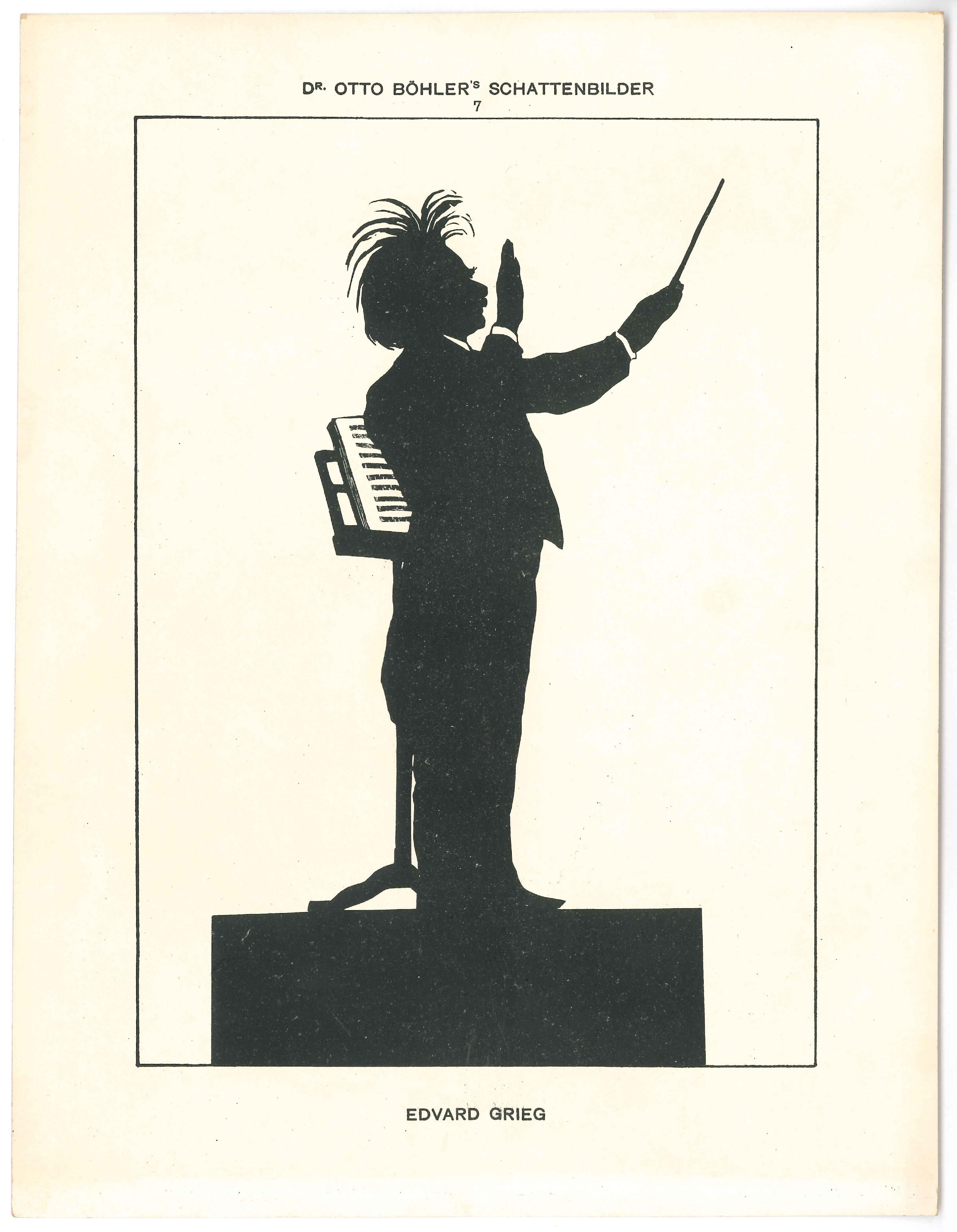
Grieg als Dirigent; Silhouette von Otto Böhler

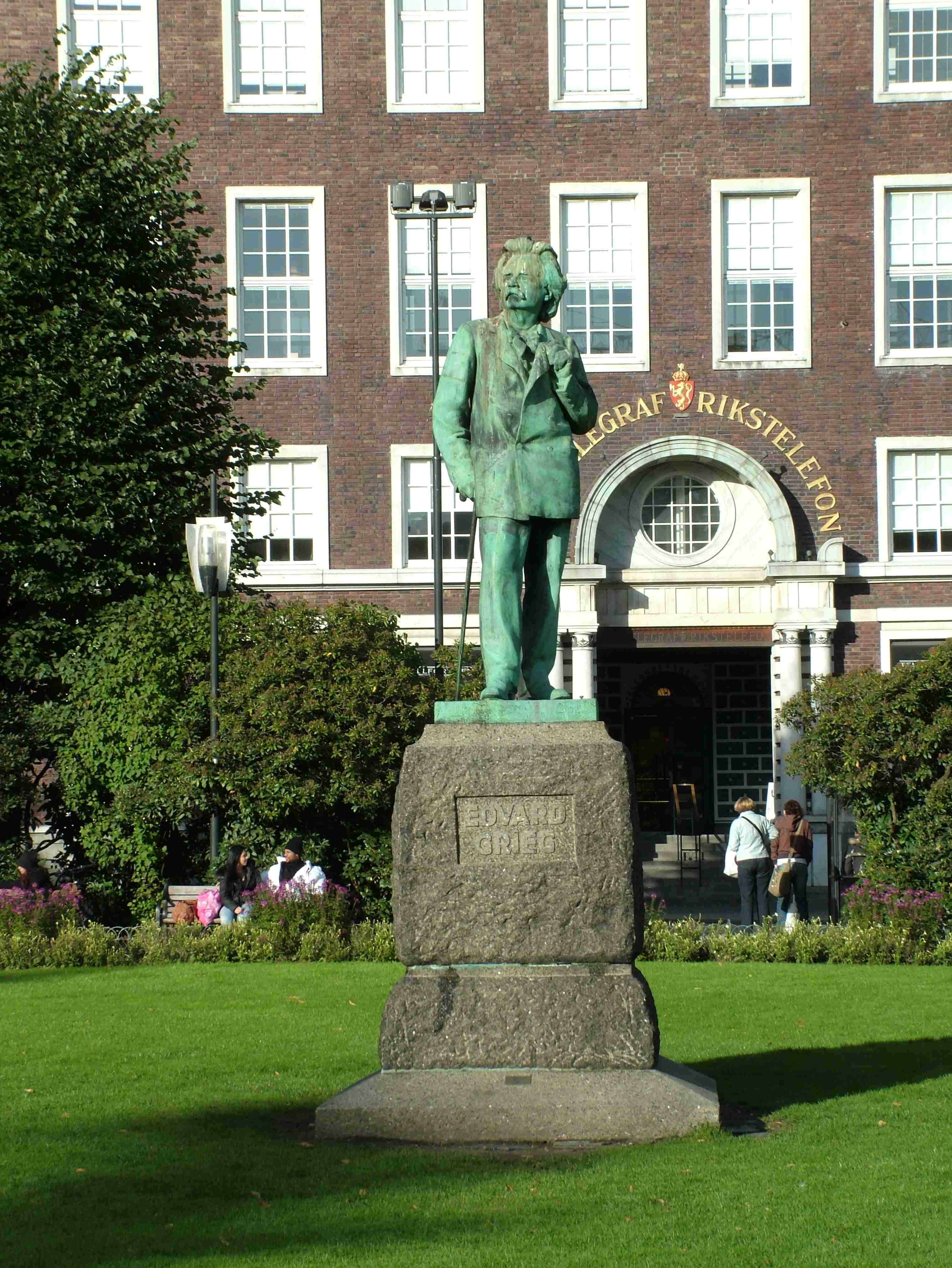
Denkmal in Bergen

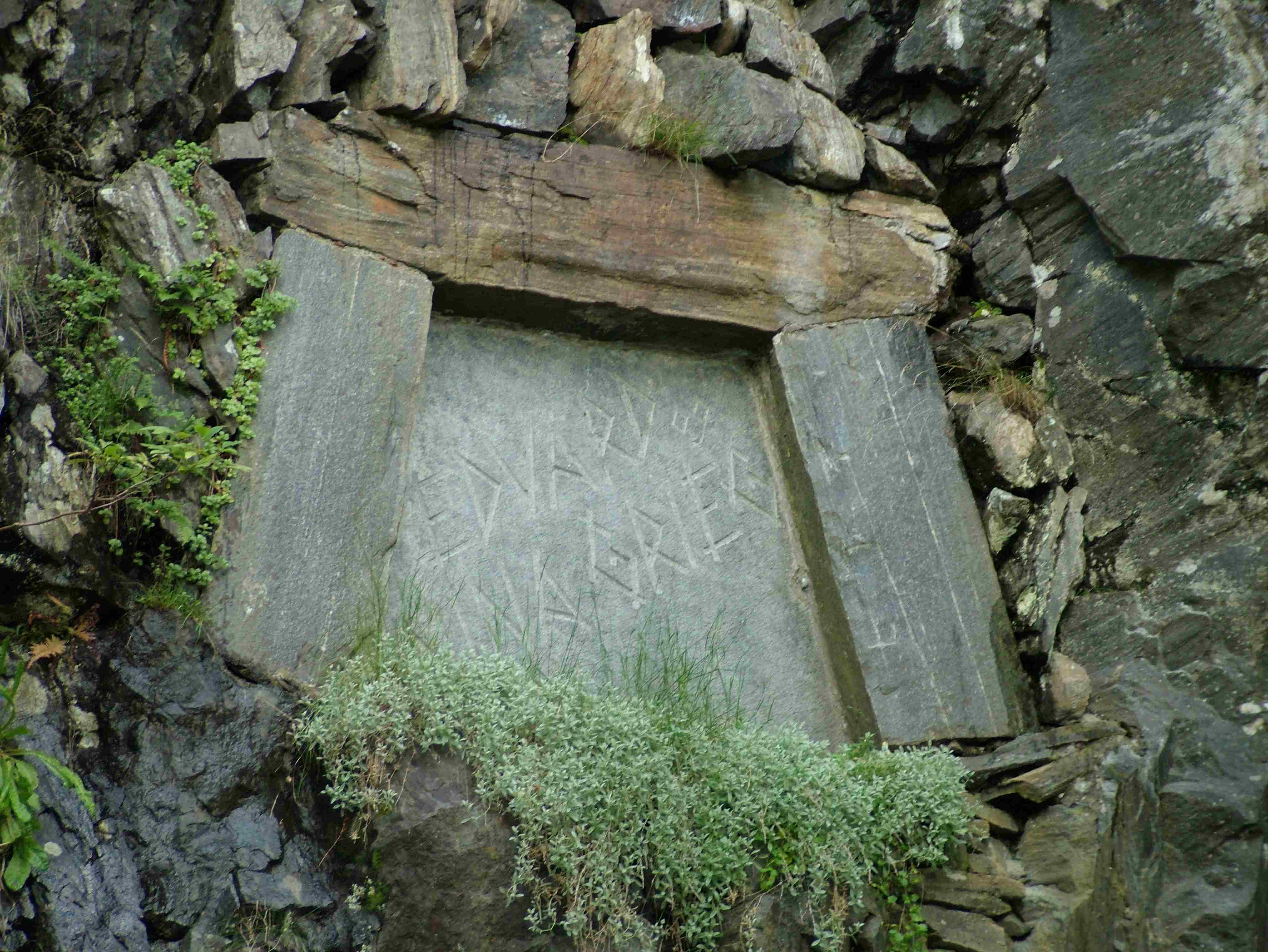
Grabstätte Edvard Griegs in Troldhaugen

Edvard Grieg erhielt zahlreiche Auszeichnungen. So wurde er beispielsweise zum Mitglied der Königlich Schwedischen Musikakademie, der Akademie der Künste in Berlin und der französischen Ehrenlegion ernannt; in seiner Heimat wurde er mit dem Großkreuz des Sankt-Olav-Ordens geehrt. 1898 wurde er zum Mitglied der Académie royale des Sciences, des Lettres et des Beaux-Arts de Belgique gewählt.
Ebenso wurde ihm zweimal die Ehrendoktorwürde im Fach Musik verliehen, im Mai 1894 von der Universität Cambridge (neben Camille Saint-Saëns und Peter Tschaikowski) und im Mai 1906 von der Universität Oxford.
Von der norwegischen Postverwaltung wurden zur Ehrung des Komponisten zahlreiche Postwertzeichen herausgegeben.
Im Jahr 1970 entstand der Biografiefilm Song of Norway. Er basiert auf dem gleichnamigen Musical von 1944.
Der Asteroid (4872) Grieg wurde nach ihm benannt. Bereits seit 1961 trägt der Mount Grieg auf der Alexander-I.-Insel in der Antarktis seinen Namen.
Das 2007 entdeckte Edvard Grieg-Ölfeld vor der norwegischen Küste sowie die darauf errichtete Bohrplattform wurden nach dem Komponisten benannt.

## Werke (Auswahl)
- Dramatische Musik
  - Sigurd Jorsalfar, Schauspielmusik op. 22 nach dem gleichnamigen Drama von Bjørnstjerne Bjørnson, daraus
    - eine Suite, op. 56 (Vorspiel in der Königshalle, Intermezzo/Borghilds Traum, Huldigungsmarsch)

  - Peer Gynt, Schauspielmusik op. 23 nach dem gleichnamigen Drama von Henrik Ibsen, daraus
    - zwei Suiten:
      - Suite Nr. 1, op. 46 (Morgenstimmung, Åses Tod, Anitras Tanz, In der Halle des Bergkönigs)
      - Suite Nr. 2, op. 55 (Der Brautraub, Arabischer Tanz, Peer Gynts Heimkehr, Solvejgs Lied)

  - Opernfragment Olav Trygvason op. 50
- Orchestermusik
  - Sinfonie Nr. 1 c-Moll (1863/4)
  - Sinfonie Nr. 2 Im Frühjahr (Fragment)
  - Sinfonische Tänze, op. 64
  - Konzertouvertüre Im Herbst op. 11
  - Konzert für Klavier und Orchester a-Moll op. 16
- Klaviermusik[27]
  - Humoresken op. 6
  - Sonate für Klavier e-Moll op. 7
  - Ballade für Klavier g-Moll op. 24
  - Volksmusikbearbeitungen op. 29 (Improvisationen), op. 66 (Norwegische Volksweisen) und op. 72 (Bauerntänze Slåtter)
  - Hochzeit auf Troldhaugen op. 65, Nr. 6
  - Lyrische Stücke für Klavier, mehrere Alben, entstanden in unterschiedlichen Schaffensperioden
  - Norwegische Tänze op. 35
  - Suite Aus Holbergs Zeit op. 40, später arrangiert für Streichorchester
- Kammermusik
  - Sonate Nr. 1 für Violine und Klavier F-Dur op. 8 (1865)
  - Sonate Nr. 2 für Violine und Klavier G-Dur op. 13 (1867)
  - Streichquartett g-Moll op. 27 (1877–1878)
  - Klaviertrio A-Dur (?), unvollendet (1878)
  - Sonate für Violoncello und Klavier a-Moll op. 36 (1882–1883)
  - Sonate Nr. 3 für Violine und Klavier c-Moll op. 45 (1886)
  - Streichquartett F-Dur, unvollendet (1891)
  - Klavierquintett B-Dur, unvollendet
- Lieder auf Texte von Heinrich Heine, Johann Wolfgang von Goethe, Henrik Ibsen u. a. op. 4, op. 25, op. 39 und op. 48
- Liederzyklus Haugtussa nach Arne Garborg op. 67
- Chorwerke
  - Vier Psalmen für Bariton und gemischten Chor a cappella op. 74
  - Ave Maris Stella
  - Schmetterling

## Forschung
1995 wurde die Edvard-Grieg-Forschungsstelle an der Westfälischen Wilhelms-Universität Münster gegründet. 2005 wurde sie an die Universität der Künste Berlin verlegt, am 27. Januar 2006 dort unter der Leitung von Patrick Dinslage wiedereröffnet und im Februar 2016 an die Universität Leipzig umgesiedelt. Die Edvard-Grieg-Forschungsstelle richtete vom 13. bis 16. Mai 2009 den Internationalen Edvard-Grieg-Kongress Berlin 2009 aus. Am 15. Juni 2015 fand an der Universität der Künste Berlin das Internationale Edvard-Grieg-Symposium Berlin 2015 statt. Am 16. März 2011 wurde das Zentrum für Grieg-Forschung an der Universität Bergen eröffnet. Patrick Dinslage und Arvid Vollsnes (Universität Oslo) waren als Gastprofessoren vier Jahre lang die Gründungsmitglieder des Zentrums. Seit 1. August 2015 hat Arnulf Mattes dessen Leitung inne. Vom 13. bis 16. Oktober 2016 lud das Institut für Musikwissenschaft der Universität Leipzig zur Internationalen musikwissenschaftlichen Konferenz „Edvard Grieg, sein Umfeld, seine Nachfolge. Neue Forschungen“ ein.
1995 wurde unter Mitwirkung von Joachim Dorfmüller die Deutsche Edvard-Grieg-Gesellschaft e. V. mit Sitz in Wuppertal gegründet.

### Aufnahmen
- Classic Cat – Grieg – Verzeichnis mit freien Aufnahmen
- Liederzyklus Haugtussa – Solveig Kringlebotn, Sopran – Malcolm Martineau, Pianist
- audite-Edition – Gesamteinspielung der Sinfonischen Werke mit dem WDR Sinfonieorchester Köln unter Eivind Aadland
- Edvard Grieg: Lyrische Stücke: Playlist